# 化け銀杏の精

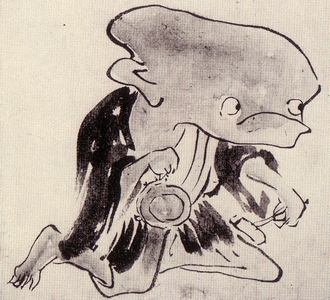
与謝蕪村『蕪村妖怪絵巻』より「鎌倉若宮八幡いてうの木のばけ者」

化け銀杏の精（ばけいちょうのせい）または化け銀杏の霊（ばけいちょうのれい）は、妖怪漫画家・水木しげるの著書にある日本の妖怪。
手足や顔が黄色で、墨で染められた着物を着て、鉦をたたいて現れるとされる。イチョウの木は昔から不吉とされ、家に植えると不吉なことが起きるといわれる。
水木は、与謝蕪村による『蕪村妖怪絵巻』にある「鎌倉若宮八幡いてう（銀杏）の木のばけ者」をもとにしてこの妖怪画を描いている。蕪村のものは、妖怪研究家・湯本豪一によれば老木の精霊を図像化したものとされる。